# Begonia crateris
Espèce
Begonia crateris est une espèce de plantes de la famille des Begoniaceae.
L'espèce fait partie de la section Baccabegonia.
Elle a été décrite en 1944 par Arthur Wallis Exell (1901-1993).

## Répartition géographique
Cette espèce est originaire de Sao Tomé-et-Principe.